# Allium validum
Allium validum är en amaryllisväxtart som beskrevs av Sereno Watson. Allium validum ingår i släktet lökar, och familjen amaryllisväxter. Inga underarter finns listade i Catalogue of Life.

## Bildgalleri

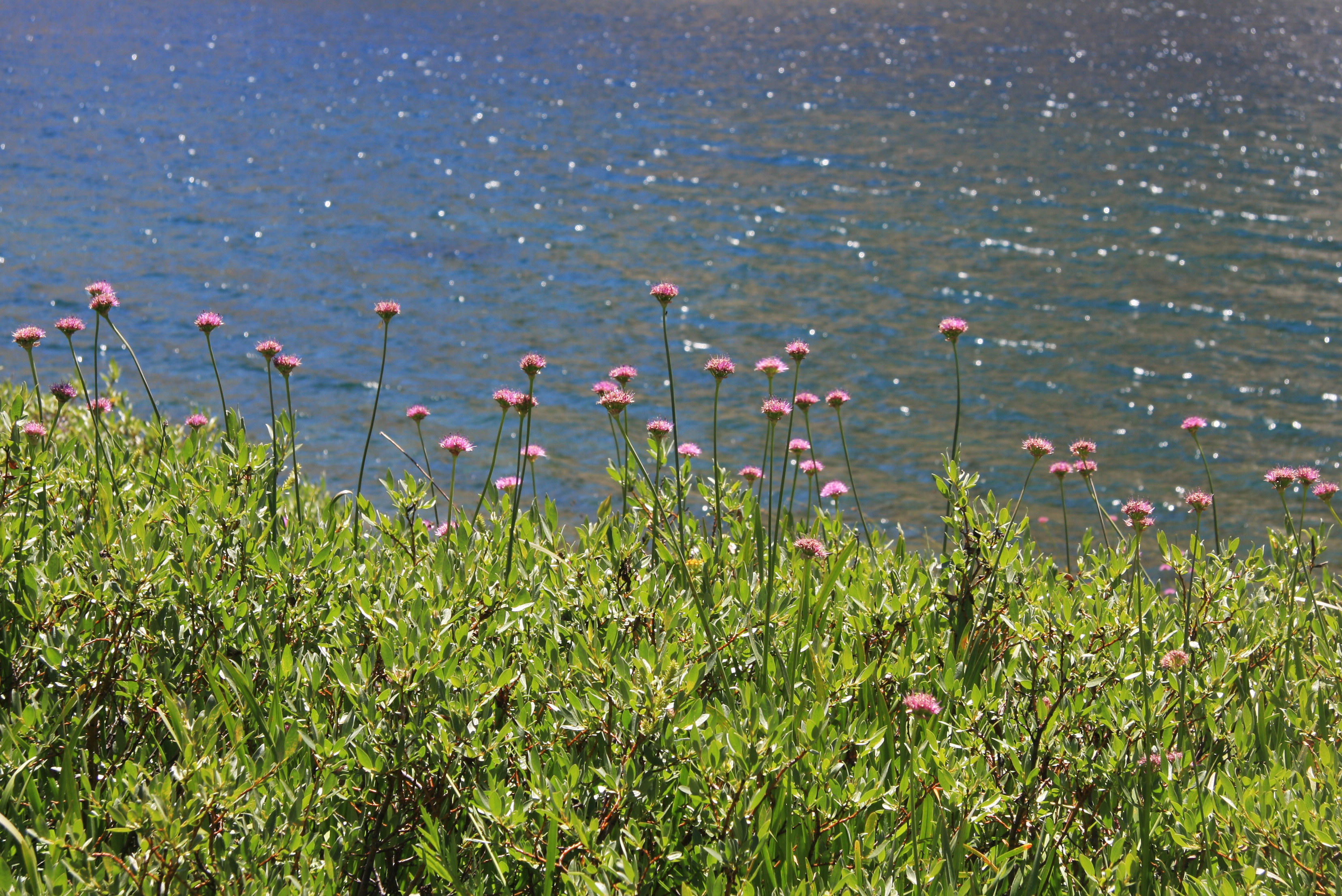
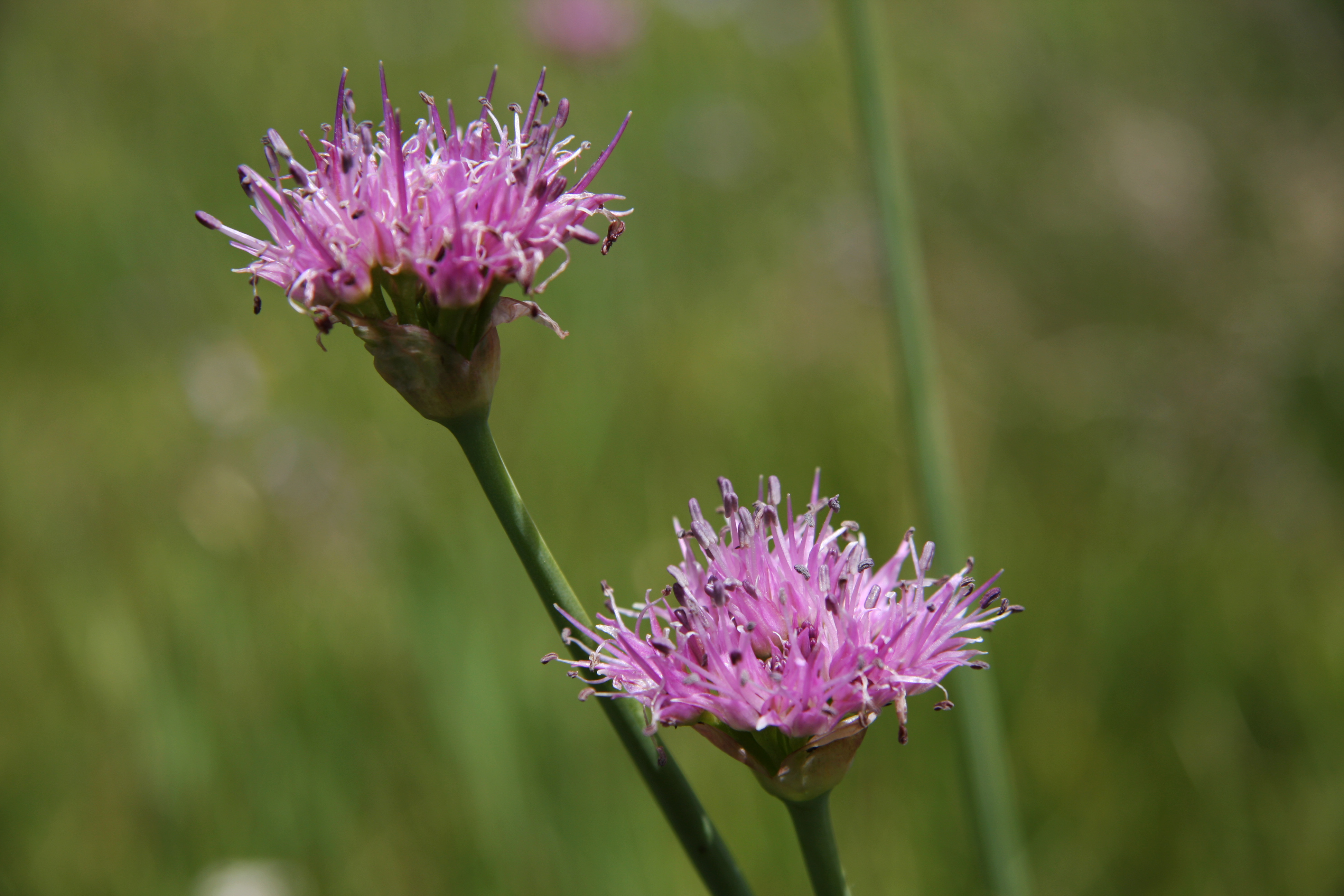
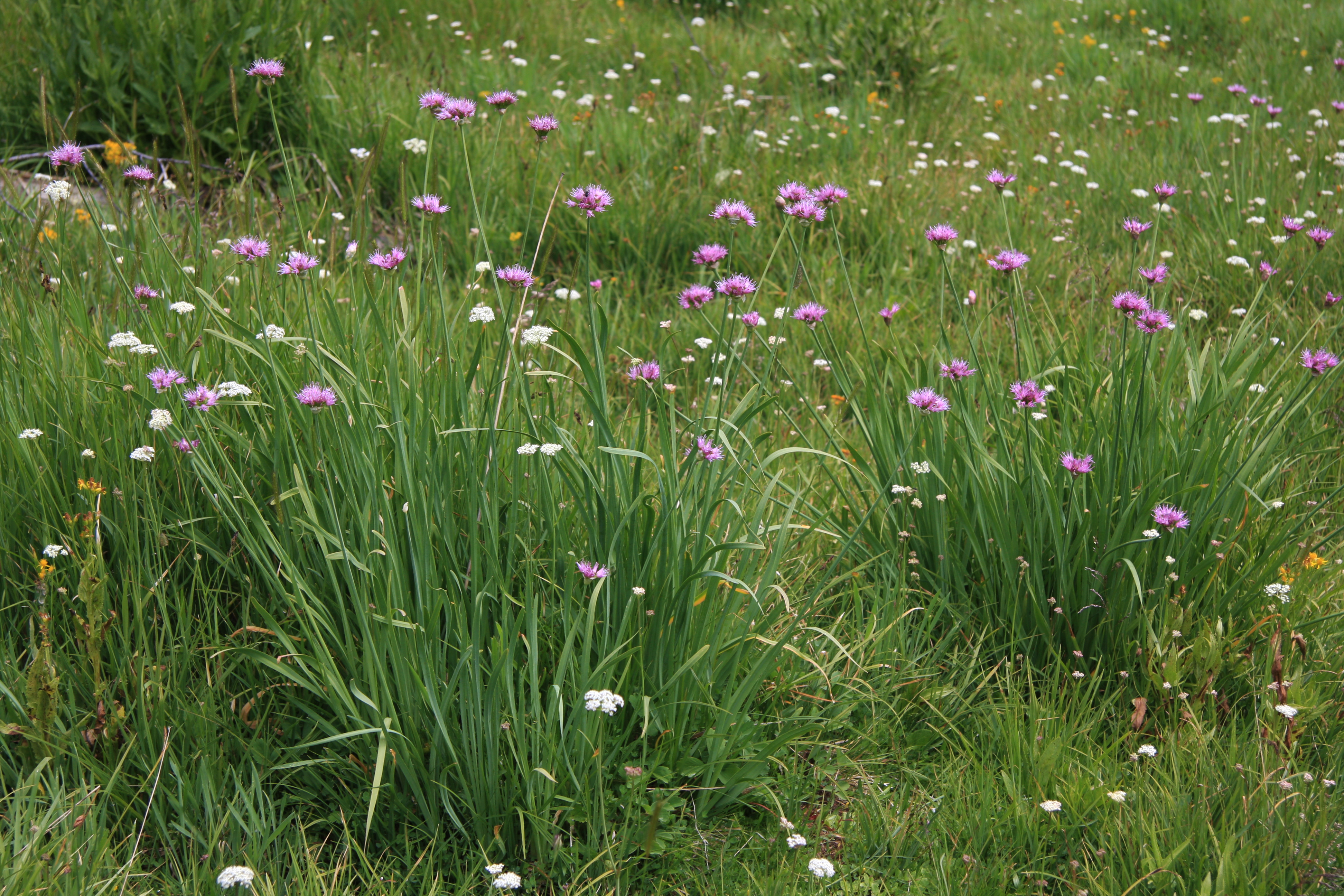